# Mittainvilliers
Mittainvilliers – miejscowość i dawna gmina we Francji, w Regionie Centralnym-Dolina Loary, w departamencie Eure-et-Loir. W 2013 roku jej populacja wynosiła 515 mieszkańców. 
W dniu 1 stycznia 2016 roku z połączenia dwóch ówczesnych gmin – Mittainvilliers oraz Vérigny – utworzono nową gminę Mittainvilliers-Vérigny. Siedzibą gminy została miejscowość Mittainvilliers. 